# Administrationsbyggnaden, Rijeka
Administrationsbyggnaden (kroatiska: Zgrada Administracije) är ett palats i Rijeka i Kroatien. Den uppfördes år 1874 enligt ritningar av Guisseppe Bruni och rymmer administrationen av Primorje-Gorski kotars län. Byggnaden uppfördes ursprungligen som ett hotell och ligger mellan Rijekas huvudgata Korzo och hamn. Den är en av stadens mer framträdande byggnader.

## Historik
Josip Gorup, en lokal fastighetsägare, förutsåg under 1800-talets andra hälft omvandlingen av det då österrikisk-ungerska Fiume (idag känt under sitt kroatiska namn Rijeka) till ett kosmopolitisk kommersiellt centrum vid Kvarnerviken. Han lät investera pengar i uppförandet av stadens första palatshotell som skulle komma att kallas Hotel Europa och vara beläget vid passagerarkajen vid stadens centrala hamn.
Uppdraget att projektera byggnaden gavs den Trieste-födda arkitekten och ingenjören Giuseppe Bruni som tidigare hade ritat Modellopalatset i Rijeka och Municipalpalatset i Trieste. Den nya byggnaden uppfördes i historicistisk stil och är ett exempel på venetiansk eklekticism.

### Fotnoter
1. 1 2 3 4  Rijeka.hr Arkiverad 23 december 2014 hämtat från the Wayback Machine. - Staden Rijekas officiella webbplats (engelska)